# چالکو
چالکو، روستایی از توابع بخش مرکزی شهرستان لردگان در استان چهارمحال و بختیاری ایران است.

## جمعیت
این روستا در دهستان سردشت قرار دارد و براساس سرشماری مرکز آمار ایران در سال ۱۳۸۵، جمعیت آن ۵۰۰ نفر (۹۲خانوار) بوده‌است.